# Barbara Akdeniz
Barbara Akdeniz (* 23. Juni 1960 in Burghausen) ist eine deutsche Sozialpädagogin und Kommunalpolitikerin der Partei Bündnis 90/Die Grünen.

## Leben
Barbara Akdeniz studierte an der Hochschule Darmstadt Sozialpädagogik mit dem Schwerpunkt Frauenpolitik.
Daneben war sie Frauenreferentin im AStA der Hochschule Darmstadt.
Nach dem Studium arbeitete Akdeniz sechs Jahre im Frauenhaus der Stadt Hanau.

## Politik
Akdeniz ist seit dem Jahr 2007 Mitglied der Partei Bündnis 90/Die Grünen.
Sie war Leiterin des Amtes für Soziales und Prävention und Leiterin des Frauenbüros der Stadt Darmstadt.
Daneben war sie Referentin des Oberbürgermeisters.
Im Jahre 2011 wurde Akdeniz als Sozialdezernentin in den Magistrat der Stadt Darmstadt gewählt.
Bis zum Juni 2021 war sie auch Leiterin des Dezernats für Umwelt und Grünflächen.
Im Juli 2021 wurde Akdeniz zur Bürgermeisterin von Darmstadt gewählt.
Sie ist die erste Frau, die dieses Amt in Darmstadt innehat.
Das Umwelt-Ressort hat sie gegen das Sport-Ressort getauscht.
Akdeniz ist weiterhin Leiterin des Dezernats Soziales und Prävention.
Dazu gehören das Frauenbüro, die Kinderbetreuung und Familie, Jugendamt, Wohnungsamt, Jobcenter der Fachdienst Zentrales Förderwesen, die Stabsstelle Sozialplanung und Projekte, der Eigenbetrieb Darmstädter Werkstätten und Wohneinrichtungen für Menschen mit Behinderung.

## Veröffentlichungen (Auswahl)
- Barbara Stocker-Akdeniz: Handbuch für Frauen, 2. Auflage, Frauenbüro der Stadt Darmstadt, 1993.
- Barbara Akdeniz: Trennung... Scheidung..., Darmstadt, 2003.
- Barbara Akdeniz: Gleichberechtigung für die Hosentasche, Darmstadt, 2005.
- Barbara Akdeniz: Augenblicke, Darmstadt, 2006.